# 生川平三郎
生川 平三郎（なるかわ へいさぶろう、1886年（明治19年）4月3日 - 1950年（昭和25年）は、三重県四日市市富田一色出身の政治家・実業家である。三重県三重郡富洲原町大字富田一色（現在の四日市市富洲原地区富田一色町）出身。富田一色地区生まれで本町在住である。三重郡富洲原町時代の町制度下で富田一色区長であった。三重郡富洲原町の町会議員を1913年（大正2年）から1935年（昭和10年）まで3期務めた。その後は富洲原町の市町村合併の交渉をして政治家として活躍した。
生川平三郎・伊藤平治郎・二代目平田佐次郎の3人は「三重郡富洲原町の3大政治家」であった。

## 経歴
- 三重郡富洲原村の富田一色本町生まれ（現在の七本町自治会）現在は七軒町と合併して七軒本町の出身者。地元富洲原の一色学校（現在の四日市市立富洲原小学校）を卒業した。生川家の男子は代々名前に「平」の字があり「生川平三郎商店」が富田一色本町にある。生川家は富田地区の有力実業家である。
- 32歳の時点で公職を23職も引き受けていた。富田一色地区の（富田一色飛鳥神社）天ヶ須賀地区の（天ヶ須賀住吉神社）松原地区の（聖武天皇社）などの三重郡富洲原町内の神社の増築事業と、神社の改築事業をする。
- 富田一色豊富町に「大師堂」を建設した。1916年（大正5年）に富田一色地区に立地していた富洲原小学校を松原地区より買収した土地を富田一色地区に編入して「富田一色甚五兵衛町」と名づけて小学校の移転を行い、富洲原小学校の校舎の増築事業及び小学校の改築事業をする。
- 富洲原町会議員として全国で16番目の施設で、三重県で津市と並び三重県内で最初の時期である上水道を三重郡富洲原町内に施設した。富田一色地区には下水道の施設をした。富洲原町内の道路の施設として（富田一色地区と天ヶ須賀地区と松原地区）各地区と各町内を結ぶ、富洲原の町道を建設して、その他のインフラ事業として国道1号や八風街道の整備や東洋町通りの建設をした。東洋紡績富田工場の誘致と東洋紡績富田工場社員の松原宮町社宅の整備をした。観光面であるレジャー化として、富田浜の観光地化と富田浜町の発展事業として旅館街として富田浜町の市街を整備して、富田浜地区の富田浜海水浴場の開設と富田一色地区と東富田地区の（松ヶ浦海水浴場）の開設と天ヶ須賀地区の須賀浦海水浴場の開設、国鉄富田駅の富洲原口である（富田北駅）の新設、国鉄富田浜駅の新設に関わった
- 富田地区の地域振興として生川平三郎は自身の会社として「富田運送」と「富田水産株式会社」の創立をした。「北斗新聞社」を起業して1920年（大正9年）から1924年（大正13年）の4ヵ年間にかけて同社（北斗新聞社）の社長として中国（支那）方面と満州に派遣されて駐在した。再び三重県の委託で1933年（昭和8年）に満州の視察をする。三重郡富田町と三重郡富洲原町の「消防行政」の現在の四日市市消防本部の四日市北消防署の担当をする「消防小頭」として約6年間の功績があった事から大日本帝国の政府（内務省）から「銀盃」と「感謝状」を賜った。
- 三重郡富洲原町と三重郡富田町の合併問題に取り組み合併交渉を推進をした。（しかし富田町との主導権対立で富田と富洲原が対等合併をする「朝明市」構想の推進計画から、合併計画が変更されて、結局、富洲原町が選択したのは「大四日市構想」によって四日市市の一部となり吸収合併をして四日市市富洲原地区となる）。複雑で船舶の通行が不便であった塩役運河から流れる富田一色地区と天ヶ須賀地区の中間に位置する富洲原港の改修問題に取り組み、天ヶ須賀地区に遊興街の創設が計画されて赤線などの売春施設がった住吉町と、富田一色地区に旭町が新しく埋め立てによって誕生した。[1]

## 水産功労者
- 「水産功労者」として「三重県水産会長」より表彰された。富洲原霊園に巨大な「水産功労者生川平三郎君公徳碑」の石碑と「生川平三郎（享年64歳」）と記された墓がある。水産界への功労者としての水産功労以外に商工界に功労があった事から、「三重県商工会長」より水産功労者に加えて三重県の商工功労者として表彰される。

## 富洲原町と経済界の役職と主な公職
1. 富洲原町の青年会長
2. 富洲原町の保勝会長
3. 富洲原町の総代
4. 富田一色の氏子総代
5. 富田一色区長
6. 三重郡富洲原町会議員として主に富田一色地区を担当した。
7. 豊富町の講水産組合取締役
8. 素麺仲買業組合
9. 海産物問屋組合役員
10. 三重郡富洲原町商工総副会長
11. 富洲原商工会副会長